# Келицад
Келицад (груз. ყელიცადის ტბა) — озеро в Грузии у границы с Южной Осетией. Расположено на Кельском плато в зоне потухших вулканов и вулканических озёр.
Формирование озера обусловлено новой вспышкой вулканизма в среднем голоцене и образованием вулканических конусов Бол. и Мал. Непискало, которые привели к подпруживанию речной долины. Озеро расположено между окончанием более древних лавовых потоков, склонами хребтов и самими вулканическими конусами.
По одной из легенд озеро названо по имени некоего Хъели, то ли охотника, то ли отшельника.
Келицад — высокогорное озеро (более трёх тысяч метров над уровнем моря). Оно расположено у подножия потухшего вулкана Большой Непискало (он же Диди-Непискало, или гора Шерхота), в верховьях реки Ксани. Добраться до озера можно спустившись от Кельского перевала.
Окрестности Кельского озера — любимые места медведей и серн, высока вероятность увидеть их вблизи. На берегах озера произрастает Горная Арника (Arnica) — редкий цветок, занесённый в красную книгу.